# Black and White (chanson de Niall Horan)
Pour les articles homonymes, voir Black and White.
Singles de Niall Horan
No Judgement
(2020)
Black and White est une chanson du chanteur irlandais Niall Horan sortie le 21 avril 2020 sous le label Capitol Records apparaissant sur l'album Heartbreak Wheather.

## Composition
Le titre est composé en ré majeur avec un rythme de 148 bpm. Le single est décrit comme étant musicalement une ballade pop rock et est comparée aux chanson d'Ed Sheeran et aux chansons du groupe One Direction dont Horan faisait partie,. 

## Performance live
Horan chante ce titre lors de l'événement Together at Home, un concert virtuel organisé par Lady Gaga et Global Citizen.